# Xenophrys zunhebotoensis
Xenophrys zunhebotoensis е вид жаба от семейство Megophryidae.

## Разпространение
Видът е разпространен в Индия (Нагаланд).